# 1436 Салонта
1436 Салонта (1436 Salonta) — астероїд головного поясу, відкритий 11 грудня 1936 року.
Тіссеранів параметр щодо Юпітера — 3,160.